# 에올리에 제도

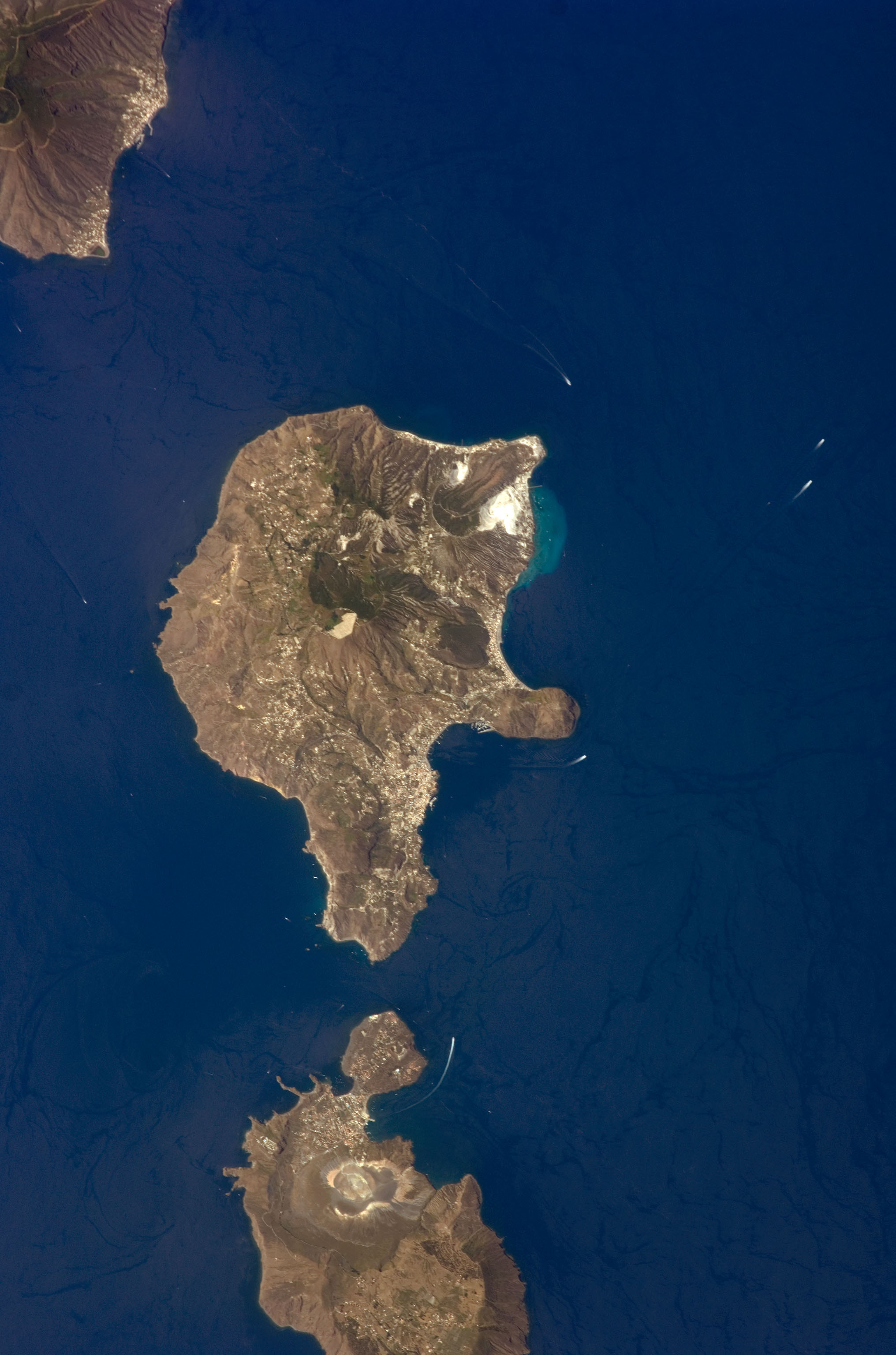

에올리에 제도(이탈리아어: Isole Eolie, 시칠리아어: Ìsuli Eoli)는 시칠리아섬 북쪽 티레니아해에 있는 화산섬으로 이뤄진 제도이다. 신화상 바람의 지배자인 아이올로스의 이름을 따 붙여졌다고 한다. 이따금씩 제도를 이루고 있는 가장 큰 섬인 리파리섬의 이름을 따 리파리 제도(Lipari -)라고도 부른다.